# Erylus geodioides
Erylus geodioides is een sponzensoort uit de familie Geodiidae in de klasse gewone sponzen (Demospongiae).
De wetenschappelijke naam van de soort werd in 1932 gepubliceerd door Burton & Rao.